# Черна резекия
Черна резекия е червен десертен сорт грозде с произход от Мала Азия.
Късно зреещ, силнорастящ сорт. Отличава се с добра родовитост. Устойчив е на гъбни болести. Предпочита топли почви и места с продължителна, слънчева есен.
Гроздът е голям, рехав, със средна плътност. Зърната са яйцевидни, продълговати, томновиолетови до черни, месести, хрупкави, с приятен вкус.